# Patrice Leconte
Patrice Leconte (ur. 12 listopada 1947 w Paryżu) – francuski reżyser filmowy, scenarzysta, aktor.

## Życiorys
Dorastał w Tours, gdzie już w wieku 15 lat tworzył pierwsze amatorskie filmy. W 1967 rozpoczął studia w Institut des Hautes Études Cinématographiques. Uczęszczając do tej szkoły, Leconte pracował jako rysownik w magazynie "Pilote". 
W 1976 wyreżyserował swój pierwszy fabularny film. Jego filmy komediowe przyniosły mu sławę we Francji. Międzynarodową uwagę przyciągnął jego film Pan Hire (1989), który został zaprezentowany na 42. MFF w Cannes. Od tej pory stał się reżyserem znanym także za granicą.
Zasiadał w jury konkursu głównego na 59. MFF w Cannes (2006).
W życiu prywatnym Leconte ma żonę Agnès Béraud (od 1972) i dwie córki: Marie i Alice.

## Wybrana filmografia
- 1978 - Opaleni (Les bronzés)
- 1979 - Slalom niespecjalny (Les bronzés font du ski)
- 1985 - Specjaliści (Les spécialistes)
- 1987 - Tandem (Tandem)
- 1989 - Pan Hire (Monsieur Hire)
- 1990 - Mąż fryzjerki (Le mari de la coiffeuse)
- 1993 - Tango (Tango)
- 1995 - Lumiere i spółka (Lumière et compagnie)
- 1996 - Śmieszność (Ridicule)
- 1998 - Dziewczyna dla dwóch (Une chance sur deux)
- 1999 - Dziewczyna na moście (La fille sur le pont)
- 1999 - Wdowa św. Piotra (La veuve de Saint-Pierre)
- 2001 - Felix i Lola (Felix et Lola)
- 2002 - Człowiek z pociągu (L'homme du train)
- 2004 - Bliscy nieznajomi (Confidences trop intimes)
- 2006 - Opaleni – przyjaciele na całe życie (Les bronzés 3 - amis pour la vie)
- 2006 - Mój najlepszy przyjaciel (Mon meilleur ami)
- 2008 - Pięknotki na wojnie (La guerre des miss)
- 2012 - Sklep dla samobójców (Le magasin des suicides)